# Матароа
«Матароа» (англ. Mataroa) — новозеландское пассажирское судно, ставшее известным в том числе благодаря двум рейсам, совершенным им в 1945 году: один — по вывозу европейских евреев в Палестину, и второй — по спасению интеллигенции от «белого террора» в Греции.

## История
Корабль был спущен на воду 2 марта 1922 года на верфях Harland and Wolff в Белфасте под названием «Диоген» (англ. Diogenes) для компании Aberdeen Line. В то время он мог вместить 130 пассажиров первого класса и 422 пассажира третьего класса. В июне 1926 года судно было перепродано компании Shaw, Savill & Albion Line и переименовано в Матароа; тогда же и его однотипное судно «Софокл», было переименовано в «Тамароа». Позднее, топливная система судна перешла с угля на нефть, что позволило развивать скорость до 15 узлов.

### Еврейские беженцы
В августе 1945 года судно было зафрахтовано для плавания из Марселя в Хайфу для перевозки 173 еврейских детей по поручению французской гуманитарной организации «Œuvre de secours aux enfants», которые были спасены из концлагеря Бухенвальд и имели родственников в Палестине, а также 1200 бывших узников концентрационного лагеря Берген-Бельзен.

### Изгнание греческой интеллигенции
В декабре 1945 года, при содействии Роже Милльекса из Франции, директору Французского института в Афинах Октавию Мерлье удалось получить 140 стипендий французского правительства, для учёбы во Франции, которые были предоставлены молодым греческим интеллигентам и учёным, подвергавшимся преследованиям со стороны правого монархического правительства Греции. Среди них были Корнелиус Касториадис, Костас Акселос, Никос Своронос, Мемос Макрис, Манос Захариас, Такис Зенетос, Маргаритис Апостолидис, Мимика Кранаки и др.